# La Diva de l'Empire
La Diva de l'Empire est une chanson d'Erik Satie composée en 1904 pour Paulette Darty, la « reine de la valse lente ».

## Présentation

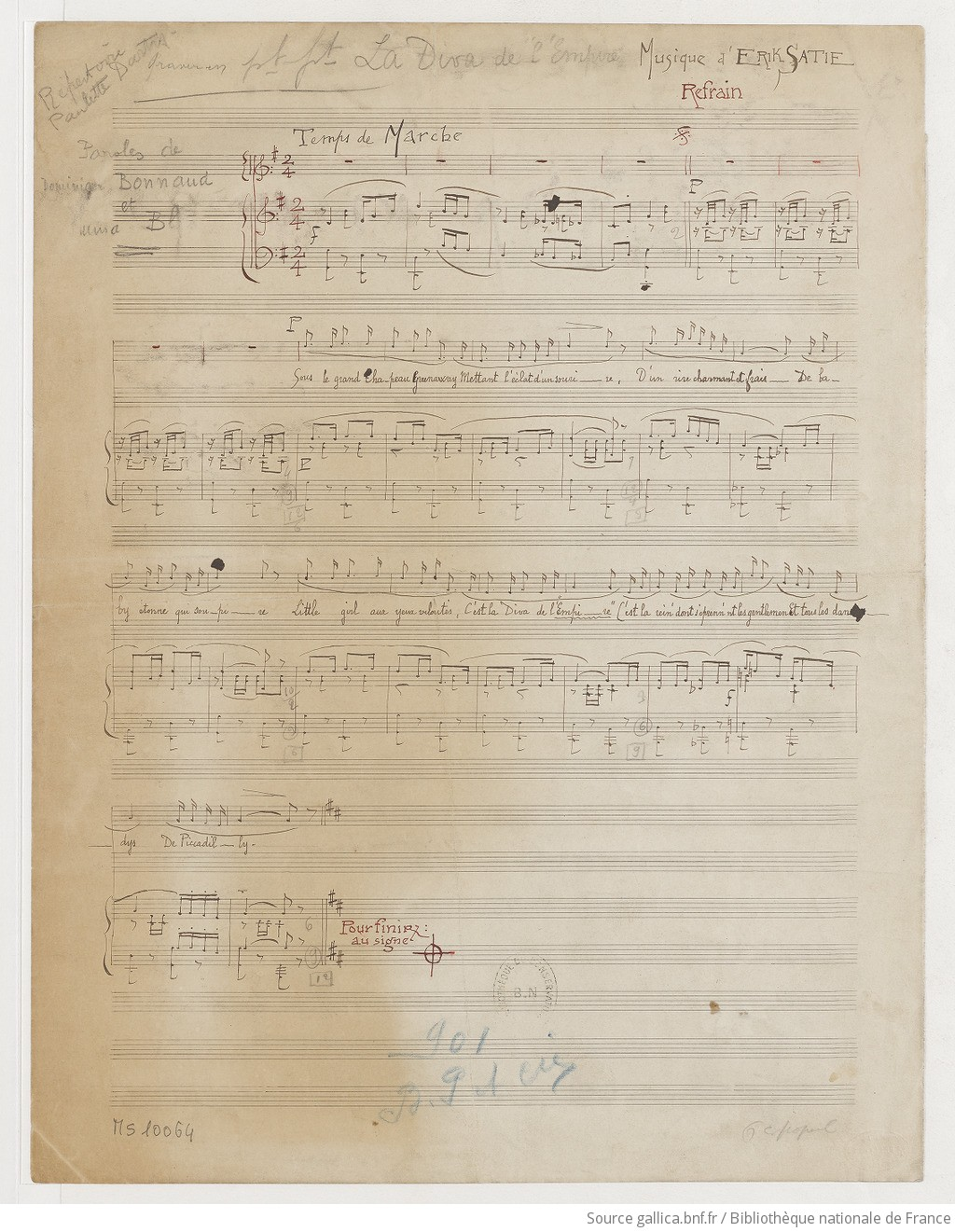
La Diva de l'Empire, première page du manuscrit autographe.

La Diva de l'Empire date de la période café-concert d'Erik Satie, durant laquelle il est pianiste au cabaret Le Chat noir. La chanson, sur un texte de Dominique Bonnaud et Numa Blès, est destinée à Paulette Darty, la « reine de la valse lente », et est composée en 1904. 
L’œuvre est conçue comme une marche chantée au sein de la revue Dévidons la bobine, créée à Berck le 26 juillet 1904,. La partition, publiée par Bellon-Ponscarme la même année, est devenue l'une des pages les plus populaires du compositeur. 

## Analyse
La pièce est un cake-walk, dans lequel la voix chante une mélodie de style ragtime, en sol majeur, sur un accompagnement au piano de marche. Le titre de la chanson est une référence au théâtre de music-hall londonien The Empire (en), situé Leicester Square, dont le promenoir était réputé être un lieu de rencontres entre dandys et prostituées de luxe. 
Comme Je te veux, la pièce est de facture simple mais au style efficace, et « non exempte de quelques frivolités, ce qui correspondait bien à l'image quelque peu « légère » de Paulette Darty ». Ainsi, dans La Diva : 
Elle danse presque automatiquement

Et soulève, oh ! Très pudiquement

Ses jolis dessous de fanfreluches

De ses jambes montrant le frétillement

C'est à la fois très, très innocent

Et très, très excitant.
La durée moyenne d'exécution de l’œuvre est de trois minutes environ.

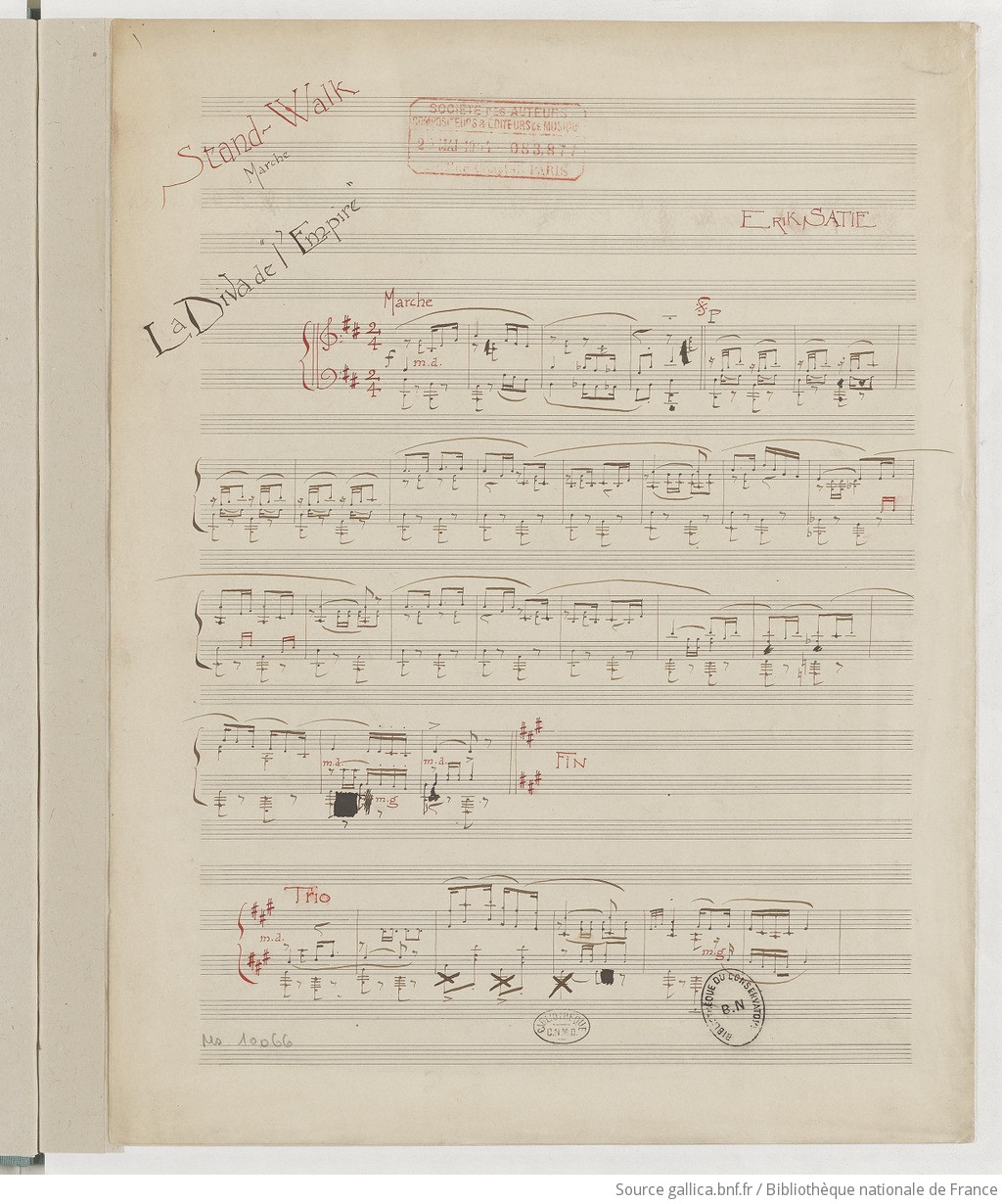
Stand-Walk Marche, pour piano, première page du manuscrit autographe.

La Diva de l'Empire existe aussi dans une version pour piano seul, sous-titrée « intermezzo américain », réalisée par l'arrangeur Hans Ourdine en 1919. Sous l'appellation « Stand-Walk marche », il existe également une version pour piano seul en ré majeur de la main du compositeur, dont le manuscrit autographe est conservé à la BnF (Ms 10066). La Diva de l'Empire connaît également une version pour petit orchestre d'Erik Satie (Ms 10065).

## Discographie

### Version originale
- Tout Satie ! Erik Satie Complete Edition[11], CD 9, Mady Mesplé (soprano) et Aldo Ciccolini (piano), Erato 0825646047963, 2015.
- Erik Satie : Mélodies et Chansons, Holger Falk (baryton) et Steffen Schleiermacher (piano), MDG 613 1926-2, 2015.

### Version pour piano
- Tout Satie ! Erik Satie Complete Edition[11], CD 7, Jean-Yves Thibaudet (piano), Erato 0825646047963, 2015.